# 埃爾山脈 (卡爾文德爾山脈)

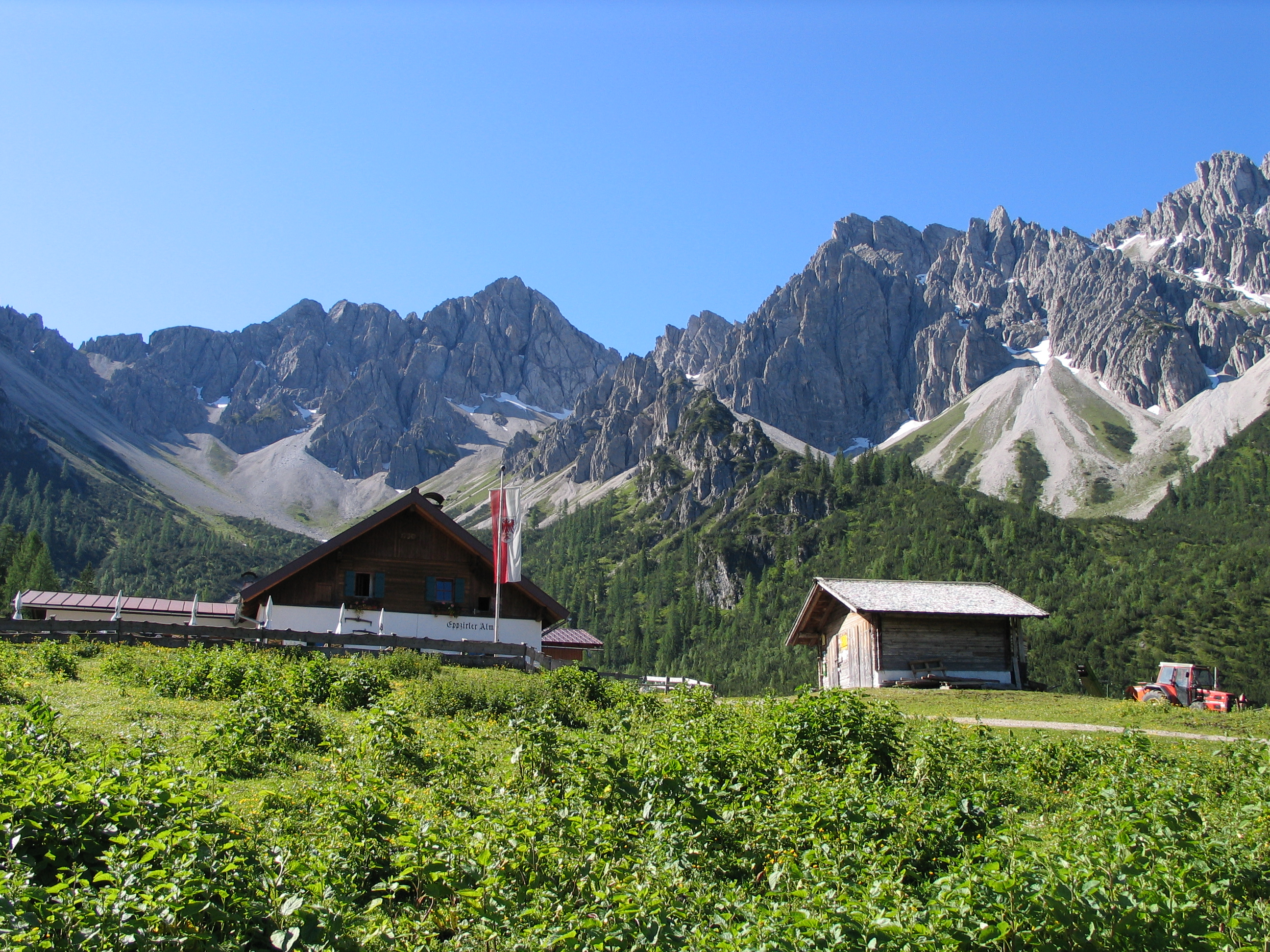

47°20′00″N 11°15′00″E / 47.33333°N 11.25000°E
埃爾山脈（德語：Erlspitzgruppe），是奧地利的山脈，位於該國西部，由蒂羅爾州負責管轄，屬於卡爾文德爾山脈的一部分，最高點是海拔高度2,405米的埃爾峰。